# Distrito electoral de West Dorset

Ubicación del distrito electoral de West Dorset dentro de Dorset.

West Dorset es un distrito electoral representado en la Cámara de los Comunes del Parlamento del Reino Unido, cuya área geográfica es muy similar a la del distrito de gobierno local homónimo. Se ubica en el condado de Dorset y fue creado en el año 1885.
Actualmente (año 2008), Oliver Letwin (Partido Conservador) es Miembro del Parlamento por esta circunscripción electoral.

## Límites
Cubre casi todo el distrito administrativo del mismo nombre —salvo una pequeña porción sobre la costa meridional perteneciente al distrito electoral de South Dorset— y por tanto incluye las localidades de Dorchester (la capital o county town del condado), Bridport, Lyme Regis, Beaminster y Sherborne. West Dorset es principalmente rural y su línea costera forma parte de la Costa Jurásica, declarada Patrimonio de la Humanidad por la Unesco.
- Datos: Q874545